# Кембе
Кембе (фр. Kembé) — город на юге Центральноафриканской Республики, на территории префектуры Нижнее Котто.

## Географическое положение
Город находится в юго-восточной части префектуры, к западу от реки Котто, на расстоянии приблизительно 370 километров к востоку от столицы страны Банги. Абсолютная высота — 456 метров над уровнем моря.

## Население
По данным официальной переписи 2003 года, население составляло 9166 человек.
Динамика численности населения города по годам:
| 1988   | 2003  | 2013 | 2021 |
| ------ | ----- | ---- | ---- |
| 10 051 | 9 166 | 8342 | 7317 |

## Транспорт
К западу от города расположен небольшой одноимённый аэропорт (ICAO: FEFK).